# Таруса
Таруса (рос. Таруса) — місто Росії, адміністративний центр Таруського району Калузької області. Значний культурний центр країни, з містом пов'язана історія життя і творчості багатьох художників та поетів, письменників і режисерів.
Місто розташоване біля гирла річок Таруса та Ока, в 36 км від Серпухова і в 70 км від Калуги. Завдяки своєму унікальному збереженому вигляду — більшість будівель одноповерхові, побудовані в XIX столітті — місто має статус природно-архітектурного заповідника, а також внесено до переліку історичних міст Росії.